# UFC 190
UFC 190: Rousey vs. Correia fue un evento de artes marciales mixtas celebrado por Ultimate Fighting Championship el 1 de agosto de 2015 en el HSBC Arena, en Río de Janeiro, Brasil.

## Historia
El evento estelar contó con el combate por el campeonato de peso gallo femenino entre la actual campeona Ronda Rousey y Bethe Correia.
El evento coestelar contó con la tan esperada revancha entre "Shogun" Rua y Antônio Rogério Nogueira. En su primer combate en PRIDE Critical Countdown 2005, "Shogun" ganó la pelea por decisión unánime.

## Resultados
1. ↑  Por el Campeonato de Peso Gallo de Mujeres de UFC.
2. ↑  Final de Peso Ligero TUF Brazil 4.
3. ↑  Final de Peso Gallo TUF Brazil 4.
4. ↑  Eliminatoria por el título.

## Premios extra
Cada peleador recibió un bono de $50,000.
- Pelea de la Noche: Maurício Rua vs. Antônio Rogério Nogueria
- Actuación de la Noche: Ronda Rousey y Demian Maia